# Pompeo Bondini
Pour les articles homonymes, voir Bondini.
Pompeo Bondini, né en 1828 à Ancône et mort après 1893, est l'un des premiers photographes primitifs qui ont exercé à Rome.

## Biographie
Peu d'éléments de la vie de Pompeo Bondini sont connus. Il est né à Ancône et étudie les sciences de 1846 à 1851 à Rome à l'université La Sapienza.
Il réalise une suite de seize photographies de la Via Appia à Rome et les publie en 1853 dans un album Della Via Appia e dei sepolcri degli antichi Romani, dédié au pape Pie IX.
En 1856, il demande au pape Pie IX l'autorisation de photographier les fresques de Raphaël des loges du Vatican ; il est indiqué en 1857 comme directeur de la section photographique de la Società Commerciale dell'Elba.
En 1870, il s'installe à Constantinople, ville natale de son épouse. Son fils Guglielmo dirige le journal La Turquie, quotidien politique bilingue français-italien publié à Constantinople. Sa petite fille, la peintre Silvia de Bondini, épouse Jean Monnet en 1934.

## Publications
- Della via Appia e dei sepolcri degli antichi romani : dissertazioni due ... adorne di tavole col mezzo della luce, Rome, Propaganda Fide, 1853, 22 p. et 16 ff. de photographies ; deux exemplaires complets sont conservés, à l'Archivio storico Capitolino (it) à Rome et à la Bibliothèque d'architecture et des beaux-arts Avery de l'Université Columbia à New York[3],[4].

## Collections
- Plusieurs de ses photographies figurent dans la collection de la duchesse de Berry[4].
- Louvre Abu Dhabi[5].

## Expositions
- 10 novembre 2004 - 6 mars 2005 : Vu d'Italie 1841-1941 : la photographie italienne dans les collections du Musée Alinari, Pavillon des arts, Paris[6].